# Michel Gigon
 (juillet 2023).
Si vous disposez d'ouvrages ou d'articles de référence ou si vous connaissez des sites web de qualité traitant du thème abordé ici, merci de compléter l'article en donnant les références utiles à sa vérifiabilité et en les liant à la section « Notes et références ».
Pour les articles homonymes, voir Gigon.
Michel Gigon, né le 11 septembre 1929 à Caen et mort le 25 mai 2022 au Coudray, est un artiste peintre français, cartonnier de vitraux français.

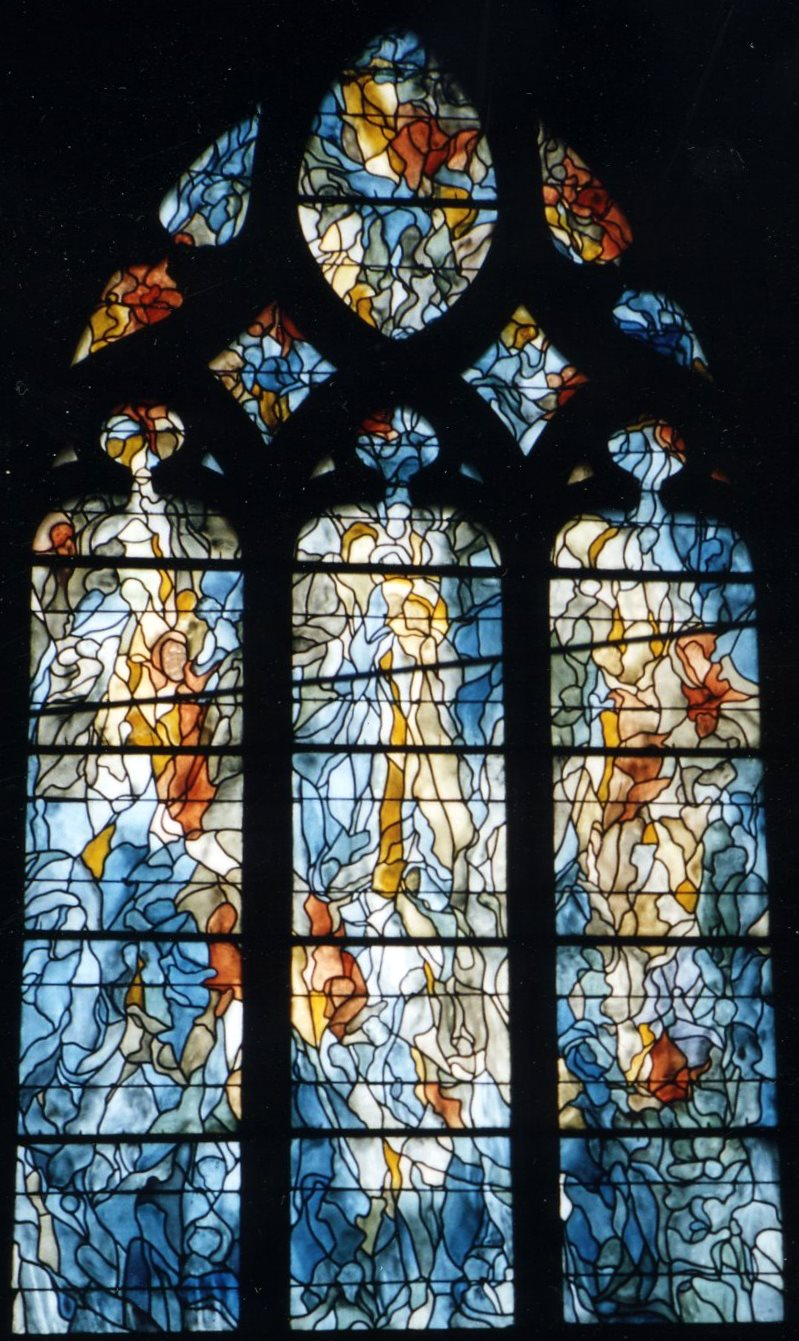
Vitraux de l'Église Saint-Crépin de Château-Thierry.

## Biographie
Né en 1929 à Caen, Michel Gigon est attiré par l’art de la peinture dès l’adolescence où il copie avec une grande minutie et fidélité des œuvres de Clouet (père et fils), Raphaël, Vinci, Corot, Ingres d’après des reproductions… Après des études classiques au collège Sainte-Marie de Caen, il étudie le dessin à Paris à l’Académie Jullian. Il travaille parallèlement comme ouvrier dans différents ateliers de vitraux dont celui de Max Ingrand. Il commence sa carrière artistique en 1953. Quelque temps élève du peintre Henri Dimier, il obtient en 1955, sa première commande de vitraux pour une église dévastée par la guerre (Goustranville) où sa femme, Thérèse Robail, élève à l’école des Beaux-Arts de Paris, réalisa une fresque.
En 1957, il se rend en Italie et découvre l’art italien du quattrocento à la Renaissance. D’une phase préliminaire figurative, fortement influencé par Rouault, il se tourne vers l’abstraction de tendance lyrique dans la suite de Kandinsky, Pollock. Cette période abstraite et brillante sera brève.
Après un voyage en 1960 aux Pays-Bas où il contemple l’œuvre de Rembrandt et de Vermeer, il décide de quitter cette voie qui ne le satisfaisait pas. Il cherche une matière lui permettant d’exprimer son message. Pour lui, en effet, la peinture n’est pas une simple décoration qui plaît à l’œil. Elle se doit d’interpeller et de porter à méditer. L’inspiration est de plus en plus puisée dans la Bible, certains auteurs mystiques (saint Jean de la Croix), Dante, Shakespeare et de nombreux poètes ou écrivains visionnaires (Baudelaire, Rimbaud, Bloy, Bernanos…). La musique, et en particulier celle de Bach, nourrit aussi son œuvre.

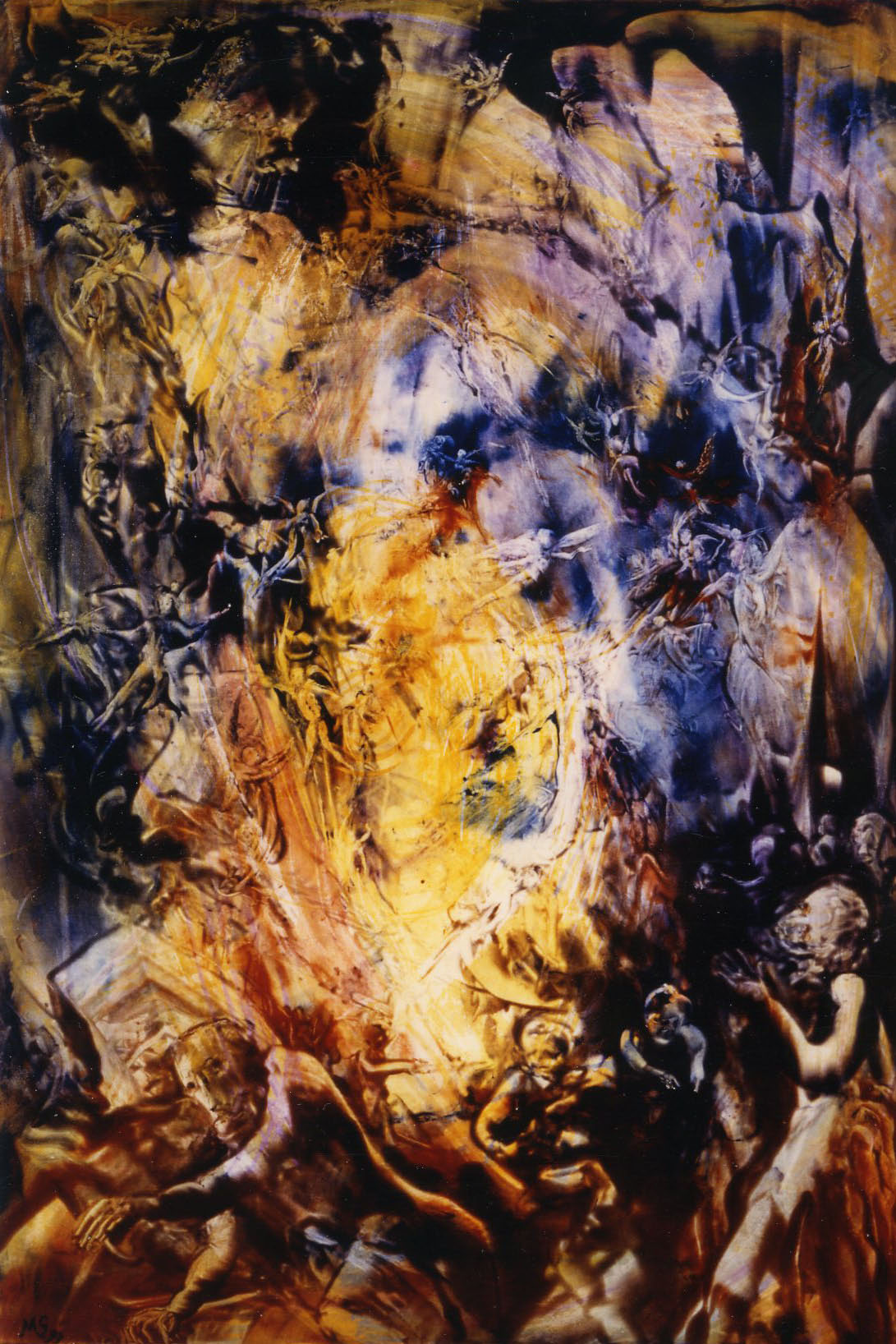
Ah si tu déchirais les cieux, tableau collection particulière.

## L'œuvre
Michel Gigon a fait de nombreuses expositions en France, Allemagne, Suisse, Japon, et Pologne. Beaucoup de ses peintures sont dans des collections privées en France, Suisse, Allemagne, Espagne.
- Le Musée des beaux-arts de Caen possède une peinture.
- Le Musée de Rennes plusieurs dessins.
- La Direction des Arts et Lettres de Paris un dessin.
- Le Musée de Kłodzko (Pologne) une peinture.
- Le CES Marcel Proust à Illiers-Combray (Eure-et-Loir) une peinture.
- La paroisse Saint Germain l’Auxerois à Paris, une peinture.

« En contemplant les vitraux de Michel Gigon, on y découvre une recherche s’orientant vers deux buts distincts et complémentaires. Le premier laisse apparaître à travers ses réalisations plastiques le désir de faire passer un message religieux qui se concrétise lentement et semble le mener vers un nouveau type de figuration. Le second manifeste la volonté du peintre d’accorder ses vitraux avec l’architecture qu’elle soit religieuse ou civile, ancienne ou contemporaine.
En effet le style adopté par Michel Gigon pour ses vitraux est toujours très lié à l’architecture qui les recevra. Dans les édifices d’époque romane on trouvera en toute occasion des vitreries extrêmement sobres autant par le graphisme de leurs plombs que par la coloration retenue de leurs verres (...).
La tendance verticale fréquente de son expression traduit peut-être le cri de l’âme vers son Créateur et les Anges qui se meuvent dans ses compositions entraînent le spectateur vers son Seigneur. La vocation du vitrail dans un contexte religieux est d’amener, par sa beauté, son harmonie avec l’architecture et l’atmosphère qu’il crée, à évoquer l’Au-delà. Il est certain que l’œuvre de Michel Gigon tend vers ce but. Les vitraux de l’abbaye de Briquebec sont très sobres et cherchent à correspondre à l’idéal de Saint Bernard austère et dépouillé.
Les vitraux de Château-Thierry ou ceux de la chapelle du séminaire d’Aix-en-Provence évoquent les vitraux des temps passés, mais ils sont tout à fait contemporains car l’irrégularité de la coupe des verres n’aurait jamais existé autrefois. La coloration soutenue par la grisaille équilibre la composition de toutes ces baies. Or ces vitraux se différencient pourtant du tableau. Ils ne peuvent se passer des différentes lumières qui les animent et paraissent faire mouvoir leurs plombs.
Le souci de créer une atmosphère priante quand les vitraux sont conçus pour des églises, rappelle le mystère de la lumière et sa capacité, en traversant le verre, à transfigurer l'architecture. C’est ce dont veulent témoigner les vitraux de Michel Gigon, rappelant qu’aujourd’hui comme au Moyen Âge, ils peuvent toujours avoir une fonction spirituelle. » Geneviève Bayle, historienne de l’Art.

### Les vitraux de Michel Gigon en France

#### Dans le Nord de la France
- Pas-de-Calais Courset, Chapelle du foyer de charité
- Pas-de-Calais Saint-Omer, Chapelle de la Malassise « École »
- Pas-de-Calais Wisques, Abbaye des Moniales « Église »
- Nord Aulnoye, Église Saint-Eloi
- Nord Haumont, Église Saint-Michel
- Nord Mont-des-Cats, Église paroissiale

#### En région parisienne
- Yvelines Andrésy, Église paroissiale
- Yvelines Bois d’Arcy, Église paroissiale
- Aisne Château-Thierry, Église Saint-Crépin
- Val-d'Oise Hodent près de Magny-en-Vexin, ensemble de vitraux pour l'ancienne ferme monastique

#### En Normandie
- Seine-Maritime Le Havre, CES Viviani, dalle de verre
- Calvados Goustranville, Église paroissiale
- Manche Bricquebec, Abbaye Notre-Dame de Grâce
- Manche Canville la Roque, Église Saint-Malo (à y découvrir les fresques du XVIe siècle et une toile de Michel Gigon « Transfiguration »)
- Manche Cosqueville, Église paroissiale
- Manche Tamerville, Église paroissiale

#### Dans le sud de la France
- Lot, Bovila, Église paroissiale
- Lot, Rouillac, Église paroissiale dépendant de Montcuq (à signaler fresques du XIIe siècle)
- Lot, Saint Geniez, Église paroissiale dépendant de Montcuq
- Bouches-du-Rhône, Aix-en-Provence, Chapelle du Séminaire Saint-Luc
- Alpes-Maritimes, Île Saint Honorat, Abbaye de Lérins

#### Divers
- Ardennes Dom-le-Mesnil, Église paroissiale
- Charente-Maritime Saint-Sauvant, Église paroissiale
- Eure-et-Loir Dreux, groupe scolaire de la Sablonnière, vitraux et mosaïque
- Morbihan Arzal, Chapelle Saint-Jean-Baptiste de Lantierne

### Sur Michel Gigon
- Monographie « Michel Gigon » 
Jil Silberstein, préface d'André Frossard (1980).
- Le vitrail français contemporain
Françoise Perrot - Centre international du vitrail - Chartres
Édition : L'œil & la main - La manufacture
 (ISBN 2-904638-17-2)
Diffusion LA MANUFACTURE 1984
Page 68
- "Lumières nées de la lumière, Les vitraux du peintre Michel Gigon, catalogue raisonné". Mémoire de maîtrise, Geneviève Gigon sous la direction de Bruno Foucart et de Françoise Perrot, Paris IV-Sorbonne, 1985, 249 pages.
- « L'église Saint-Jean-Baptiste de Lantierne » in "Le vitrail d'artistes contemporains dans les édifices anciens depuis 1945. Quelques exemples." Mémoire de D.E.A., Geneviève Gigon sous la direction de Bruno Foucart et de Françoise Perrot, Paris IV-Sorbonne, 1986, pages 13 à 15.
- Le vitrail Contemporain « Comme un chant de lumière »
Jean-Marie Geron - Albert Moxhet
Édition : Dexia - La renaissance du livre
 (ISBN 2-8046-0557-4)
Collection Références
Pages 18, 146, 147
- Revue : Exposition - Un siècle de vitrail en picardie
association Monuments de Picardie
avril 1987
- "Michel Gigon, une œuvre inspirée par la foi"
G. Bayle, France Catholique
no 2426 1996